# Спрингфилд (Симпсоны)
Спрингфилд (англ. Springfield, распространённый топоним в англоязычных странах) — город, в котором происходит действие мультсериала «Симпсоны». Находится неподалёку от Шелбивилля, Огденвилля, Гопстополиса и Столицы Штата.

## Общая информация
Основанный в 1796 году Джебедайей Спрингфилдом, Спрингфилд больше похож на небольшой городок, чем на мегаполис. В нём есть атомная станция, церковь, две начальные школы (Начальная школа восточного Спрингфилда и Начальная Школа Западного Спрингфилда), Спрингфилдские подготовительные курсы, Университет Спрингфилда, Спрингфилдский Технологический Институт, несколько музеев, включая «Дом Знаний», бейсбольная команда низшей лиги, аэропорт, океанская гавань и кальмаровый порт, прибрежное казино, деловой район, Спрингфилдское Ущелье, несколько массивных гор, включая «Рог Убийцы», трек для собачьих бегов, огромная свалка покрышек (которая горит на протяжении 35 лет), гетто, Маленькая Италия, Греческий район, Маленький Бангкок, Еврейский квартал, Русский квартал, Украинский квартал, «Таверна Мо» — бар, принадлежащий Мо Сизлаку, «Боулинг Барни» — зал для боулинга, принадлежащий дяде Барни Гамбла, и множество других достопримечательностей. Высшей наградой Спрингфилда является электронный ключ от города (эпизод «See Homer Run»).
Ближайший к Спрингфилду город — Шелбивилль. Города отчаянно соперничают друг с другом во всём, и это противостояние уходит корнями в конфликт между их основателями — Джебедаей Спрингфилдом и Шелбивиллем Мэнхэттеном. Мэнхэттен хотел основать город, где любой человек мог бы жениться на своей двоюродной сестре, но Спрингфилд отказался поддерживать эту идею, и тогда Шелбивилль со своими последователями ушёл прочь и основал город-конкурент. История спора между Джебедаей и Шелбивиллем немного напоминает спор между Эсой Лавджой и Фрэнсисом Пэттигрувом о Портлэнде — родине Мэтта Грейнинга.
Реальное географическое положение Спрингфилда определить невозможно (см. #Предположительное местоположение).

## История

### Основание

Джебедая Спрингфилд, основатель города

До 1649 года находилась индейское поселение под названием Sprynge-Fielde. С индейцами также воевали 2 раза во время гражданской войны. Когда основали город, индейцы покинули свои территории,
Спрингфилд (равно как и Шелбивилль) был основан в 1796 году выходцами из Мэриленда, которые покинули отчий дом в поисках Нового Содома после того, как неправильно истолковали отрывок из Библии. Предки нынешних спрингфилдцев жили в этой местности, носившей название Спринж-Филд задолго до этого, но официально годом основания Спрингфилда считается именно 1796-й, в честь этого события поселенцами было посажено лимонное дерево. Город несколько раз становился мишенью для нападений коренных жителей Америки, а также стал местом проведения по крайней мере 2 битв во время гражданской войны в США.
Основателем города был первопроходец Джебедая Спрингфилд, которого в городе почитают как храбреца и героя, и бронзовая статуя которого украшает главную городскую площадь. Как гласят легенды, он был настолько силён, что однажды ему удалось оседлать дикого буйвола, а в другой раз — убить медведя голыми руками. Девиз города — «Благородный дух убольшает и маленького» (англ. A Noble Spirit Embiggens the Smallest Man) — приписывают Джебедае. Изначально он путешествовал со своим другом, Шелбивиллем Манхэттеном, но между ними произошёл раздор: Шелбивилль хотел основать город, в котором можно жениться на своей кузине, а Джебедая был категорически против этого, в итоге каждый из них остался при своём, и на карте США появились два новых города — Спрингфилд и Шелбивилль.
В эпизоде «Lisa the Iconoclast» Лиза Симпсон при подготовке доклада по уроку истории обнаружила в Спрингфилдском музее признание Джебедаи Спрингфилда, в котором написано, что до основания города он был пиратом по имени Ганс Спрангфилд, а буйвола он на самом деле не оседлал, а убил. Также стало известно, что его язык действительно был из серебра (до этого исследователи полагали, что серебряный язык — это метафора, говорящая о потрясающих ораторских способностях Спрингфилда). Тем не менее, жители Спрингфилда по-прежнему почитают Джебедаю как героя и основателя города, так как Лиза сохранила свои открытия в тайне.

### XX век
В 1900 в Спрингфилде появляется праздник День изгнания с целью избиения ирландских иммигрантов в Спрингфилде, и в конце концов превращается в праздник где жители Спрингфилда избивают змей до смерти.
В середине XX-го столетия город достиг пика своего развития, когда в нём построили завод по выпуску автомобилей-амфибий, способных передвигаться по воде, как лодка. Половина США носила знаменитые Спрингфилдские галоши. В эти времена город был по-настоящему на подъёме. Но через некоторое время произошёл экономический крах, когда выяснилось, что аквамобили могут самопроизвольно взрываться после пробега в 600 миль, и завод пришлось закрыть. Городу так и не удалось подняться с колен после этого случая.

### Наши дни

Спрингфилдская атомная электростанция — крупнейшее предприятие города.

Несмотря на закрытие завода по производству амфибий, несколько серьёзных предприятий всё же остались в городе, включая фабрики по производству и обработке продуктов питания: шоколада «Ах! Ерунда!», печенья «Южный крекер» и «Союзный бисквит». Многие горожане работают на концерн, производящий пиво «Дафф», а также на их конкурентов — пиво «Фадд». В Спрингфилде производят фейерверки и изготавливают миллионы картонных коробок. Одно время в городе действовала фабрика спирографов, но её закрыли. Помимо этого в городе был завод по производству подушек, который позже был разрушен. Также в городе базируется сталелитейный завод, но крупнейшее предприятие Спрингфилда — это атомная станция.
В эпизоде «Worst Episode Ever» упоминается, что в послевоенное время правительство США наметило Спрингфилд в качестве тренировочной ядерной мишени. Это означает, что в случае атомной войны все страны-союзники США будут обстреливать Спрингфилд, чтобы настроить и пристрелять своё оружие.
В эпизоде «Bart-Mangled Banner» Барт случайно показывает попу в сторону флага США, и Симпсонам приходится принять участие в ток-шоу, чтобы объяснить как всё было на самом деле. Тем не менее, ведущий шоу выставляет всё таким образом, будто в Спрингфилде ненавидят остальную Америку. Когда оставшаяся часть США начинает ненавидеть Спрингфилд в ответ, Мэр Куимби меняет название города на «Свободоград» («Либертивиль») («англ. Liberty-Ville»), надеясь так заслужить прощение нации.
В эпизоде «Trash of the Titans» Спрингфилд был перемещён. Это случилось после того, как Гомер стал санитарным инспектором, и город стал заполняться мусором, пока не превратился в одну большую свалку. Тогда было принято решение передвинуть город на пять миль вниз по дороге.
Спрингфилд однажды был выбран для проведения Олимпийских игр, но из-за проделок Симпсонов их перенесли.

## География
В окрестностях Спрингфилда имеются горный хребет, ущелья, гигантские сандалы, пустыня, лес, река, озёра, долины, равнины, щелочное плато и вулкан. Город расположен на берегу океана, и имеется ровно один мост, ведущий оттуда.
Главными природными достопримечательностями Спрингфилда являются Спрингфилдское ущелье, Спрингфилдский Национальный лес, Гора Спрингфилда, Спрингфилдская гавань, Смертельная гора (зловещее убежище Доктора Колосса), Спрингфилдский ледник, Пик Вдов и Гора Карлмор.

### Предположительное местоположение
Расположение Спрингфилда — большая загадка. Свидетельства об этом в самом сериале нарочито противоречивы и неправдоподобны. 
В 5 серии 10 сезона в окрестностях Спрингфилда прячутся от голливудского шума Ким Бесингер и Алек Болдуин, потому что «никто не знает, где находится Спрингфилд». В другом эпизоде (Much Apu About Nothing), когда Лиза готова показать родной город на карте США, весь кадр вдруг закрывает затылок Барта.
В 22 эпизоде 10 сезона в демонстрируемом продавцом комиксов на экране компьютера списке трёхсот лучших городов Америки у Спрингфилда, в отличие от других городов, нет указания к какому штату он относится. Вместо этого после запятой написано «США».
В 19 эпизоде 11 сезона (Kill the Alligator and Run) Симпсоны рассматривают карту США, где зачеркнуты штаты, в которые въезд Симпсонам запрещен. На ней не зачеркнуты только Аризона и Северная Дакота (а Аляска и Гавайи не видны). Аризону Симпсоны тут же зачеркивают сами («там воняет»), а Барт заявляет, что давно мечтал побывать в Северной Дакоте. Гавайи много раз упоминаются как далекий от Спрингфилда курорт, а Аляска явно не подходит по климату.
В одном из эпизодов показывают карту, на которой отмечен путь следования субмарины Гомера, покидающей порт Спрингфилд и направляющейся от тихоокеанского побережья США к российским территориальным водам. Однако в другом эпизоде Гомер говорит, что, будучи ребёнком, он частенько проезжал Нью-Йорк, следуя в Пенсильванию. Поскольку в детстве Гомер никогда не покидал США, городок должен находиться на восточном побережье. В 7 серии 13 сезона судья в своём приговоре ссылается на закон штата Невада, у которого вовсе нет выхода к океану. 
В «The Simpsons Movie» Нед Фландерс показывает городские окрестности с вершины горы и говорит: «Посмотри, это штаты, которые граничат со Спрингфилдом: Огайо, Невада, Мэн и Кентукки». Между собой граничат только Огайо и Кентукки, а Мэн и Невада вообще находятся в разных концах страны. Где-то неподалёку от Спрингфилда находятся «Пять Углов» — место, где сходятся в одной точке границы пяти штатов (см. The Bob Next Door, Itchy & Scratchy Land). В реальных США такого места нет, есть только «Четыре Угла», где соприкасаются Колорадо, Юта, Аризона и Нью-Мексико.
Столица штата, где находится Спрингфилд, в сериале называется просто Столица Штата (Capital City).
В 19 серии 22 сезона «The Real Housewives of Fat Tony» в конце перед титрами крупно показан штат Нью-Джерси, и он сгорает, хотя по другой версии там находится дом Жирного Тони. Судя по заставке 11 серии 16 сезона, Спрингфилд должен находиться в районе радиусом 50 км от точки 39°47′00″ с. ш. 89°39′01″ з. д., в северном штате Иллинойс (но директор Скиннер в начале серии 16, сезона 25, отрицает эту версию); в то же время в серии «Bart vs. Lisa vs. The Third Grade» собираются менять флаг штата, потому что на прежнем изображён флаг Конфедерации, то есть Спрингфилд находится на юге США. В 21 эпизоде 4 сезона появляется дорожный знак, указывающий, что до Мехико 678 миль. В этом случае Спрингфилд может находиться только в одном штате — Техасе. В 21 эпизоде 13 сезона предки Симпсонов, Бернса и других в XIX в. живут в одном из южных штатов.
В 4 серии 10 сезона (которая впрочем является хэллоуинской и неканонической) из дома Симпсонов идет сигнал, который при взгляде из космоса четко указывает на побережье Луизианы.
В псевдодокументальной серии «За кулисами смеха» диктор говорит, что Симпсоны живут в северной части штата Кентукки. В Кентукки действительно есть город Спрингфилд, но он расположен скорее в центральной части штата, чем в северной.
Тем не менее, в 15 серии 13 сезона, когда Лизу спросили, где находится Спрингфилд, она сказала «Это тайна. Но, если учесть все подсказки, можно догадаться».
В США существует свыше пятидесяти реальных населённых пунктов, называющихся Спрингфилд, которые расположены в тридцати четырёх штатах. Наиболее известные из них — это Спрингфилд, столица штата Иллинойс, и Спрингфилд в Массачусетсе, родина баскетбола. Мэтт Грейнинг в интервью журналу «Smithsonian» в апреле 2012 года сообщил, что город в сериале был назван в честь Спрингфилда в штате Орегон.

### Устройство города

Небоскрёбы делового центра Спрингфилда, скриншот из игры «The Simpsons Hit & Run».

Город поделен на несколько районов: трущобы, нижнюю восточную часть (Еврейский Квартал), Чайнатаун, Спрингфилдские высоты, «Бум Таун», Восточный Спрингфилд, Отдалённые ранчо, Джанкивилль, Район Картонных Коробок, Южный Кальмаровый Порт, Маленький Нью-Джерси, Крэктаун, Русский квартал (уничтожен Бартом Симпсоном в удалённой сцене 12 серий 24 сезона), Западный Спрингфилд, Тибет-таун, Греческий район, Маленькую Украину, Маленькую Италию и Квартал Геев.
В эпизоде «A Tale of Two Springfields» (сезон 12 серия 2) город был разделён стеной на две части — Старый Спрингфилд и Новый Спрингфилд из-за недовольства малообеспеченных горожан введением нового телефонного кода. Мэр Куимби захватил контроль над Старым Спрингфилдом (код города 636), в то время как Гомер Симпсон стал управлять Новым Спрингфилдом (код города 939). Позже города снова объединились после концерта за мир группы The Who.
Главная улица города находится в ужасном состоянии из-за жителей, которые возят тяжёлые грузы на автомобилях и оставляют на колёсах цепи даже после того, как снег растаял. (Гомер в одном из эпизодов ехал по главной улице с роялем, привязанным к крыше его автомобиля, с цепями на шинах, которые взламывали асфальт, и при этом со смехом кричал: «Смотрите, как ломается асфальт!»). Некоторые ямы на улице стали такими широкими, что в них проваливаются легковые и грузовые автомобили.
Ближайшие к Спрингфилду города — Норт Хэвербрук, Шелбивилль, Огденвилль и Крэнфорд.
Во многих эпизодах городской ландшафт различается. Иногда можно видеть небоскрёбы в деловом центре, а иногда город целиком состоит из небольших уютных домиков. Градоустройство различается и в видеоиграх о Симпсонах, здания меняют своё местоположение в каждом эпизоде, например, судя по компьютерной игре The Simpsons Hit & Run, в Спрингфилде есть ГЭС.

### Климат
Спрингфилд расположен в местности, где нередки осадки, как в виде дождей, так и в виде сильных снегопадов. Тем не менее, в основном небо безоблачно и местность залита солнцем.
Рядом с городом расположен огромный водный массив — океан, за городом — высокие горы, сам же он расположен на реке, протекающей через ущелье. Климат в городе нельзя назвать мягким. Напротив, нередки различные природные катаклизмы, такие как сход лавин, землетрясения, кислотные дожди, наводнения, ураганы, удары молний, торнадо, извержения вулкана и метеоритные дожди.
Несмотря на погодные катаклизмы, горожане стойко переносят все ненастья.

### Загрязнение окружающей среды
Согласно книге «Мы уже там? Путеводитель по Спрингфилду», гостям города настоятельно рекомендуется ходить в защитных костюмах и носить с собой счётчик Гейгера, так как город является одним из наиболее радиоактивно заражённых в США. Причина этого в том, что атомная станция была построена во времена, когда политика комиссии по надзору за атомными объектами была необыкновенно мягка, и защиту реактора построили не из нескольких защитных слоев цемента, свинца и графита, а из обычного гипса.
Управление завода даёт персоналу премии за помощь в быстром и бесшумном избавлении от ядерных отходов: в нескольких эпизодах бочки с остатками ядерного топлива были замечены в подвале дома Симпсонов. Помимо этого Спрингфилд является крупнейшей в штате свалкой старых покрышек, пожар на которой не прекращается вот уже 35 лет, что тоже не улучшает качество воздуха.
В эпизоде «Trash of the Titans» Гомер Симпсон был выбран санитарным инспектором Спрингфилда. После растраты годового бюджета за один месяц (на покупку роскошных костюмов для мусорщиков и новых грузовиков), им был придуман план по зарабатыванию денег, и Спрингфилд стал брать деньги с других городов за то, чтобы те привозили свои отходы и сваливали их в пещеры рядом с городом. Вскоре пещеры оказались переполнены, и мусор вырвался на просторы Спрингфилда, в результате чего всё население и здания были вынуждены переехать на пять миль вниз по дороге.
В полнометражном мультфильме «Симпсоны в кино» Гомер спровоцировал грандиозную экологическую катастрофу, сбросив отходы в спрингфилдское озеро. Из-за этого город накрыли огромным куполом.

### Динамика
| Численность жителей города по годам: | Численность жителей города по годам: | Численность жителей города по годам: | Численность жителей города по годам: | Численность жителей города по годам: | Численность жителей города по годам: | Численность жителей города по годам: | Численность жителей города по годам: | Численность жителей города по годам: | Численность жителей города по годам: |
| 1796                                 | 1856                                 | 1897                                 | 1923                                 | 1926                                 | 1931                                 | 1939                                 | 1956                                 | 1959                                 | 1962                                 |
| ------------------------------------ | ------------------------------------ | ------------------------------------ | ------------------------------------ | ------------------------------------ | ------------------------------------ | ------------------------------------ | ------------------------------------ | ------------------------------------ | ------------------------------------ |
| 1363                                 | ↗2525                                | ↗3217                                | ↗4363                                | ↗5757                                | ↗6136                                | ↗7474                                | ↗8000                                | ↗8565                                | ↘7776                                |
| 1967                                 | 1970                                 | 1973                                 | 1976                                 | 1979                                 | 1982                                 | 1986                                 | 1989                                 | 1992                                 | 1996                                 |
| ↗8753                                | ↗9935                                | ↗10 000                              | ↗13 337                              | ↗14 564                              | ↗15 000                              | ↗15 347                              | ↗16 000                              | ↗16 357                              | ↗23 000                              |
| 1998                                 | 2000                                 | 2001                                 | 2003                                 | 2005                                 | 2007                                 | 2008                                 | 2009                                 | 2010                                 | 2011                                 |
| ↗25 634                              | ↗26 100                              | ↗27 000                              | ↗28 573                              | ↗29 999                              | ↗30 353                              | ↗30 720                              | ↗31 536                              | ↗33 415                              | ↗34 578                              |
| 2012                                 | 2013                                 | 2014                                 | 2015                                 | 2016                                 | 2017                                 | 2018                                 | 2019                                 | 2020                                 | 2021                                 |
| ↗36 186                              | ↗40 000                              | ↗42 000                              | ↗43 876                              | ↗45 001                              | ↘44 997                              | ↘44 994                              | ↘44 989                              |                                      |                                      |
| 2022                                 | 2023                                 | 2024                                 |                                      |                                      |                                      |                                      |                                      |                                      |                                      |
|                                      |                                      |                                      |                                      |                                      |                                      |                                      |                                      |                                      |                                      |

## Население и культура
Спрингфилд изображён средним во всех отношениях американским городом, почти без каких бы то ни было культурных ценностей, хотя некоторые достопримечательности имеются. В большинстве своём спрингфилдцы небогаты и имеют доходы ниже среднего, либо средние, хотя попадаются и исключения — чрезвычайно богатый Чарльз Монтгомери Бёрнс, Линдси Нейгл, Доктор Хибберт, Райнер Вульфкасл, Адвокат с синими волосами, Кент Брокман, Мэр Куимби и его родственники, Стэйси Ловелл (создательница куклы Малибу Стэйси) и другие члены Спрингфилдского загородного гольф-клуба.
В эпизоде «Whacking Day» провинциальная невежественность Спрингфилда проявляется в отсталой традиции «изгнания змей» — ежегодном забивании дубинками до смерти всех змей в округе. Лизе Симпсон удаётся положить конец этой традиции с помощью соул-певца Барри Уайта.
У спрингфилдцев очень плохая репутация. По выражению Доктора Хибберта, это город, где умнейшие не могут ничего, а тупейшие заправляют всем. Журнал «Тайм» однажды посвятил Спрингфилду большую статью «Худший город Америки», а Newsweek назвал город «Американской помойкой». Большинство горожан очень глупы, страдают ожирением и всегда быстро выходят из себя. Помимо этого жители города в основной своей массе отрицают прогресс и науку, в качестве примера этому можно привести попытку сожжения Сеймура Скиннера за то, что он утверждал, что Земля вращается вокруг Солнца.
Подтверждением глупости жителей Спрингфилда может служить эпизод «Bart's Comet». В эпизоде на город должна была упасть комета, а единственный мост ведущий из города оказался разрушен. Многие спрингфилдцы пытались выбраться из города, прыгая через разрушенный мост на своих автомобилях, срываясь и падая в Спрингфилдское ущелье. В эпизоде «Marge in Chains» , когда в городе свирепствовал грипп, горожане потребовали у Доктора Хибберта лекарство. Когда он ответил, что единственное лекарство — это соблюдение постельного режима, и всё, что он им даст, окажется не более чем плацебо, глуповатые жители немедленно начали крушить и ломать грузовики на стоянке в поисках плацебо, при этом нечаянно разворошив гнездо пчёл-убийц. Глупость горожан помогает некомпетентному и коррумпированному Джо Куимби раз за разом переизбираться на пост мэра.
В другой раз каждый горожанин считает своим долгом пойти на городскую площадь к мэрии, чтобы поучаствовать в решении, что делать с деньгами, внезапно свалившимися на город. В результате все дома и офисы в городе остались пустыми и были ограблены Змеем и другими преступниками. Змей, пробираясь в очередной дом, сказал: «Разве этот город может быть ещё хоть капельку тупее?»
В эпизоде «Marge vs. the Monorail» упоминаются три самых глупые вещи, сделанных в Спрингфилде: постройка небоскрёба из палочек от мороженого, гигантского увеличительного стекла и эскалатора в никуда, доехав до вершины которого, люди падали вниз.
В воздухе Спрингфилда постоянно присутствует какой-то странный запах, непривычный и неприятный для новых жителей. На привыкание к нему обычно уходит около шести недель, в реальной жизни с такой проблемой сталкиваются города, рядом с которыми есть целлюлозно-бумажные комбинаты. В Спрингфилде изготавливают миллионы картонных коробок, что даёт право предполагать, что на территории города присутствует бумажный комбинат. Спрингфилд — первый город в США, отказавшийся от метрической системы.
Спрингфилд занял трёхсотое место в списке городов, пригодных для жилья, и, когда члены Менсы поселились в нём, смог подняться до 299, обогнав Ист Сент-Луис.
Ожирение — одна из главных проблем для города, в эпизоде «Sweets and Sour Marge» отмечается, что Спрингфилд вошёл в «Книгу рекордов пива „Дафф“» как «самый жирный город на земле».
Парадоксально, но многие известные люди, такие как: Алек Болдуин, Ким Бейсингер, Рон Ховард, Мел Гибсон, Джордж Плимптон, Джо Намат, Марк Макгайер, Дон Риклс, Марк Хэмилл, Стивен Кинг, президенты Джеральд Форд, Джимми Картер и Джордж Буш — старший и другие, в разное время посетили Спрингфилд, а некоторые из них купили там недвижимость.
В одном штате со Спрингфилдом расположены сотни ресторанов McDonald's и Burger King, но ни один из них не расположен непосредственно в Спрингфилде. В Спрингфилде практически нет ресторанов фастфуда, кроме Красти Бургер, у которого есть монополия на поставку фастфуда в город. В эпизоде «The Mook, the Chef, the Wife and Her Homer», раскрывается, что Клоун Красти платит Жирному Тони, чтобы тот держал подальше от Спрингфилда две основных сети закусочных.

### Таверна Мо

Внешний вид «Таверны Мо»

«Таве́рна Мо» — вымышленный бар из мультсериала «Симпсоны». Заведение названо в честь его владельца Мо Сизлака. Расположен на углу Волнат Стрит, по соседству с музыкальным магазином, напротив мотеля и фабрики, некогда принадлежавшей Барту Симпсону («Homer's Enemy»).
Тёмное, и охарактеризованное дочерью Доктора Хибберта как «пахнущее мочой», внутреннее убранство бара крайне скудно и включает в себя несколько бильярдных столов, доску для дартса, игровой автомат и висящий под потолком телевизор. Так как женщины крайне редкие гости в его заведении, Мо использует женский туалет в качестве личного кабинета, отмечая, что к нему не заходили женщины с 1979 года (хотя в ранних эпизодах Рут Пауэрс была замечена там неоднократно). На барной стойке вечно стоит банка маринованных яиц, которые никто не ест. В эпизоде «Who Shot Mr. Burns» «Таверну Мо» прикрыли в связи с тем, что мистер Бёрнс начал бурить нефтяную скважину в непосредственной близости к бару, и дальнейшее его существование стало небезопасным. В баре подают в основном пиво «Дафф», а также пиво «Дюфф» (хотя это на самом деле тоже Дафф, неумело подделанный Мо) и клоповное пиво, которое делают, купая в пиве собак.
Заведение юридически является подпольным, так как в эпизоде «Pygmoelian» Ленни замечает, что лицензия на право торговли алкоголем мало того, что истекла в 1973 году и действовала только на территории Род-Айленда, но и была подписана Мо собственноручно.
В серии G.I. (Annoyed Grunt) оказывается, что в таверне есть потайной подвал. Вход в него есть в полу, там, где всегда стоит Мо. В подвале хранится пиво «Дафф». Также в подвале есть канализационный люк.
Внешний вид «Таверны Мо» перекликается с внешним видом реального бара Макса, расположенного рядом со студенческим общежитием Университета Орегона.
Бар под названием «Таверна Мо» можно увидеть напротив банка в фильме «Самое жаркое время дня». Хэнк Азариа отметил, что голос Мо основан на голосе персонажа Аль Пачино из этого кинофильма.
На Ближнем Востоке, в арабской версии «Симпсонов» (известной как Al Shamshoon), персонажи таверны Мо пьют содовую, так как алкоголь запрещён исламом.
В эпизоде «The Seemingly Never-Ending Story» мы видим, что однажды работником бара стал сам мистер Бёрнс, после того, как потерял свою атомную станцию. Позже он нашёл и украл сокровища Мо, чтобы выкупить свою станцию обратно.
Если верить эпизоду «Homer Loves Flanders», «Таверна Мо» всегда закрыта по средам, так как в этот день Мо занимается благотворительностью, читая бездомным книги в том же приюте, где Фландерс раздаёт им суп.
В эпизоде «Mommie Beerest» таверну проверил санитарный инспектор. Так как инспектор — друг детства Мо, он хочет дать бару чистое карантинное свидетельство (независимо от многочисленных нарушений). Но он умирает после потребления одного из засоленных яиц Мо. Новый инспектор немедленно объявляет, что Таверна Мо закрыта, пока нарушения не будут устранены.
«Таверна Мо» меняла свой профиль несколько раз на протяжении многих лет. В такие моменты количество клиентов, в особенности женщин, резко возрастало. Когда коктейль, рецепт которого изобрёл Гомер в эпизоде «Flaming Moe's» стал безумно популярным, Мо переименовал своё заведение в «Горючий Мо». В «Homer's Barbershop Quartet» во время флешбэка показывают, что бар называется «Каверна Мо», что является отсылкой к Cavern Club, где начинали «The Beatles». В эпизоде «Bart Sells His Soul» на короткое время бар был переделан в «Семейный ресторанчик дядюшки Мо». Мо вернул всё обратно после того, как ему надоело мириться с семейной атмосферой, царящей в заведении. В «My Sister, My Sitter» показывается, что Мо перебрался в новый район развлечений рядом с портом и назвал заведение «Ресторан при пивоварне Мо», и Гомер очень удивляется, что Мо переехал в такое фешенебельное место. Однако на самом деле новое заведение — лишь ширма, и, зайдя в него по длинному коридору, сколоченному из досок, попадаешь в старую таверну. В «Homer vs. The Eighteenth Amendment» на время сухого закона, таверна Мо превращается в подпольное питейное заведение. Вывеска меняется на «Зоомагазин Мо», а конструкция барной стойки такова, что в случае полицейской облавы она переворачивается и превращается в прилавок с клетками. Мо переделывает свой бар в постмодернистское заведение для яппи, переименовывая его в «M» в эпизоде «Homer the Moe», пародию на отель «W» в Чикаго. Когда Гомер заложил свой дом, чтобы спасти таверну Мо, Мардж стала компаньоном Мо, чтобы переделать бар в английский паб, назвав его «Пони и горностай» в «Mommie Beerest». Когда Гомер убедил горожан, что конец света близок («Thank God It's Doomsday»), Мо продал бар японским бизнесменам, которые переделали его в суши-ресторан «Токио Ро». В эпизоде «Three Gays of the Condo» во время флешбека показывается, что раньше таверна Мо называлась «Таверна Мё». В эпизоде «Flaming Moe» Мо и Смитерс сделали из таверны Мо гей-клуб.
В основном посетителями таверны являются шесть человек — Гомер, Барни, Ленни, Карл, Сэм и Ларри. В «The City of New York vs. Homer Simpson» Мо отмечает, что из-за привычки садиться пьяными за руль «91 % всех ДТП в городе случаются из-за вас шестерых, парни».
Обычно «Таверну Мо» показывают в такие моменты, когда её посещает Гомер Симпсон. Помимо вышеперечисленных персонажей, там можно также увидеть и Ленни, Карла и иногда Чарли, коллегу Гомера с атомной электростанции. «Таверна Мо» — такое место, куда Гомер обычно берёт с собой новых друзей, например Директора Скиннера перед его свадьбой. Два других завсегдатая — Сэм и Ларри. Сэм всегда в кепке, а у Ларри лысеющая голова. Помимо этого о них почти ничего не известно. Также таверну посещали знаменитости Aerosmith — «Flaming Moe’s», Стивен Хокинг — «They Saved Lisa's Brain» и «Don't Fear the Roofer», U2 — «Trash of the Titans», Red Hot Chili Peppers — «Krusty Gets Kancelled». А небольшая сцена в одном из углов стала местом выступления следующих звёзд: Aerosmith — «Flaming Moe’s», Red Hot Chili Peppers — «Krusty Gets Kancelled», The Be Sharps — «Homer's Barbershop Quartet», Клоун Красти — «The Last Temptation of Krust». Также к Мо заходили: владелец соседнего музыкального магазина, все персонажи шоу, озвученные Джоном Ловитцем выпивали там вместе, мужчина с очками, линзы которых расфокусировались, Хью Джесс (человек, у которого случайно оказалось то же имя, что и использовал Бартом в одном из своих телефонных розыгрышей), Неназываемый человек с чубом, гомосексуалист, принявший таверну Мо за гей-бар, Рут Пауэрс, Лу и Эдди (полицейские), Инкогнито — человек, похожий на Гомера Симпсона, но одетый во фрак и с маленькими усиками. Появился в серии, когда Гомера выгнали из пивной. Мо и другие посетители избили Инкогнито, подумав, что Гомер просто приклеил усы, мэр Спрингфилда Куимби, Даффмен, Диско Стью, Шеф полиции Виггам.
Из эпизода «The Seemingly Never-Ending Story» известно, что мотель, находящийся напротив таверны, называется «Гостиница с видом на Мо». Таверна нередко служит тайным местом для хранения контрабанды (в том числе животных) или проведения нелегальных игр (русская рулетка). В женском туалете раньше была установлена камера, которую Мо отдал Гомеру в серии «Homerazzi». Согласно серии Homer the Smithers телефон Таверны Мо 764-84-377 — пытаясь позвонить Смитерсу, мистер Бёрнс набирает на телефоне клавиши, где помимо цифр указаны буквы из фамилии Смитерса. Он попадает на Мо, который, решив, что это над ним прикалывается Барт, начинает сыпать угрозами.

### Демография
Спрингфилд — многонациональный и многоконфессиональный город. В городе проживают американцы европейского происхождения (семья Симпсонов, семья Фландерсов, семья Ван Хутен, семья Виггам, садовник Вилли, Утер, директор Скиннер), афроамериканцы (Доктор Хибберт с семьёй, Карл и Лу), латиноамериканцы (Человек-шмель), индийцы (Апу Нахасапимапетилон и его семья) и восточноазиаты (Куки Кван, Акира).
Тем не менее, в эпизоде «Duffless» директор Скиннер отмечает, что в начальной школе Спрингфилда совсем нет детей-азиатов.
Существует большая разница в благосостоянии между финансово успешными горожанами, такими как Клоун Красти и Мистер Бёрнс (состояние которого, по оценкам журнала Форбс, составляет примерно 8,4 миллиарда долларов), и представителями беднейших слоёв (Нельсон Манц, Клетус Спаклер). Согласно эпизоду «Papa's Got a Brand New Badge» население города составляет 30 720 человек.
В эпизоде «A Tale of Two Springfields» Мардж отмечает, что население Спрингфилда росло так быстро, что в городе пришлось вводить дополнительный телефонный код. В половине города остался старый (636), в другой половине появился новый (939).

### Преступность
В городе есть несколько тюрем — Спрингфилдская тюрьма, Спрингфилдская колония-поселение, Спрингфилдская женская тюрьма и Государственная тюрьма им. Монтгомери Бёрнса. В нескольких эпизодах, например «The Seven-Beer Snitch», показывается, что Спрингфилд расположен в штате, где до сих пор практикуются смертные казни, об этом красноречиво свидетельствуют электрический стул и газовая камера, расположенные в исправительных учреждениях. Также в городе есть охраняемая психиатрическая больница «Тихий лес» (англ. "Calmwood").
Полицейский департамент Спрингфилда во главе с шефом полиции Клэнси Виггамом — коррумпированная и абсолютно некомпетентная организация. В основном нам показывают только трёх сотрудников полиции — Виггама, Лу и Эдди, хотя, когда Мардж поступает на службу в полицию, нам показывают и других сотрудников департамента, в основном потешающихся над ней.
Два раза в истории города Спрингфилдский полицейский департамент был лишён своих полномочий. В первом случае их заменили пьяные дружинники, ведомые Гомером, чтобы обеспечить наилучшую защиту «Крупнейшему в мире кристаллу фианита» от талантливого вора-домушника. А в эпизоде «Papa's Got a Brand New Badge» обязанности по поддержанию порядка в городе взяла на себя охранная фирма «Спрингщит», возглавляемая Гомером и его помощниками, Ленни и Карлом. В эпизоде «Homer vs. The Eighteenth Amendment» должность шефа полиции была временно передана Рексу Баннеру, но в конце эпизода его катапультировали из города.
В основном, организованная преступность в городе контролируется сицилийской мафией под началом Жирного Тони и его сообщников; но также есть и немного представителей японской якудзы, между ними случилась как минимум одна война за территорию.

### Культура и искусство
В Спрингфилде находятся оперный театр, открытый амфитеатр, ботанический сад, живая джазовая сцена. Однажды город был избран развлекательной столицей штата. Помимо этого, в городе необычайно много для такого небольшого городка музеев — Музей Спрингфилда (один из самых ценных экспонатов которого — крупнейший в мире кристалл фианита), Спрингфилдский Дом Знаний, Спрингфилдский Музей истории природы, Музей Марок, Аэрокосмический музей. Однажды в Спрингфилде построили концертный зал, но его закрыли после того, как все ушли с представления после двух первых музыкальных тем из Пятой Симфонии Бетховена, и с тех пор в здании расположена Государственная тюрьма им. Монтгомери Бёрнса. В городе есть женский книжный клуб.
В 16 сезоне Спрингфилд становится столицей рэпа и хип-хопа.
В серии «Any Given Sundance» 18 серии 19 сезона говорится, что в Спрингфилде есть Академия искусств; здание школы выполнено из сырой глины и каждый вечер перестраивается, чтобы насмехаться над Чалмерсом и Скиннером.
Каждый год в третий вторник мая в Спрингфилд возвращаются жалящие красные медузы и городские жители празднуют это событие.

### СМИ
Главная газета в городе — «Спрингфилдский Покупатель». KBBL-студия является главным поставщиком новостей, самый популярный телеканал — KBBL-TV (6-й канал), на котором работают известные в Спрингфилде журналисты Кент Брокман, Скотт Кристиан и Арни Пай. На этом же телеканале Клоун Красти и Сайдшоу Мел представляют своё комедийное шоу. Билл и Марти ведут утреннее шоу в эфире радио KBBL. Как альтернатива империи KBBL, существует испаноязычный «Канал Охо» с собственной звездой — Человеком-Шмелем, который удерживает внимание латиноамериканской аудитории с помощью своей безвкусной мыльной оперы.

### Религия
Вера и религия играют важную роль в жизни спрингфилдского общества. Крупнейшая церковь в городе — Первая Спрингфилдская Церковь «Западного Отделения Американского Реформистского Пресвилютеранства» во главе с преподобным Лавджоем. Также к услугам верующих синагога (раввин Хайман Крастофски), католическая церковь (Центральный городской собор), англиканская церковь (с массажными скамейками), греческая православная церковь и буддистский храм. Индус Апу держит статую Ганеши в задней комнате своего магазинчика «На скорую руку» и, видимо, молится там, а в начальной школе учится несколько амишей. Также в городе есть Свидетели Иеговы.

Секта Подвижников

В эпизоде «The Joy of Sect» многие спрингфилдцы вступили в культ Подвижничества, но вскоре оставили его, когда раскрылось, что это мошенничество. В соответствии со словами преподобного Лавджоя в книге «Симпсоны: Гид по Спрингфилду», в городе также есть небольшая группа людей, отколовшихся от старолютеранцев, чтобы молиться «Скромному угольному фильтру». Ленни Леонард, Карл Карлсон и Лиза Симпсон — практикующие буддисты. Помимо всего вышеперечисленного, в городе есть масонская ложа (сейчас переименована в «Старинное Без-Гомерное Общество»), членом которой является почти каждый мужчина в городе, кроме Гомера Симпсона. Члены его должны выполнять определённые мистические ритуалы помимо еженедельных ночных бдений и участия в пивных фестивалях и турнирах по пинг-понгу.
Городское правительство целиком светское. В 1963 году вышел закон, запрещающий молиться в зданиях, принадлежащих городу. В одном из эпизодов можно увидеть надпись «Свободно от религии с 63 г.» на кирпиче в здании мэрии. В эпизоде «Sweet Seymour Skinner's Baadasssss Song» суперинтендант Чалмерс увольняет с должности директора Неда Фландерса после того, как тот произносит «Слава Господу!» по школьной трансляции, что противоречит действующему в американских школах запрету на молитвы.

### Спорт
В Спрингфилде есть несколько спортивных команд и объектов: «Спрингфилдские Изотопы» — бейсбольная команда низшей лиги, которая однажды чуть было не переехала в Альбукерке, штат Нью-Мексико, где реальная команда низшей лиги время от времени меняет своё название на Изотопы, Спрингфилдский Гоночный Трек, Ралли Монстров-Грузовиков (с участием Грузозавра), команда по американскому футболу «Спрингфилдские Атомы», футбольная команда «Спрингфилдские Дубинки», хоккейная «Спрингфилдские Лёд-изотопы», Спрингфилдская Ассоциация Боксёров-Полупрофессионалов и трек для собачьих бегов, кроме того в Спрингфилде есть ипподром.
Детям доступны многие секции: хоккей, футбол, американский футбол, волейбол, но наиболее популярный среди них — бейсбол. Тем не менее, когда Мардж на одном из общегородских собраний заявила «…и я люблю бейсбол» толпа неодобрительно загудела. Подразумевается, что эти детские секции сильно недофинансируются — в одном из эпизодов волейбольный сезон заканчивается после того, как мяч лопается, попав на угловатую причёску Лизы.
Также в Спрингфилде есть трек для гонок НАСКАР, который стал декорациями к смерти Мод Фландерс.
Спрингфилд почти был избран как столица летних олимпийских игр, но комедийное выступление Барта рассердило представителей МОК, и они решили провести олимпиаду в Шелбивилле. В одном из эпизодов рассказывается о том, что в городе могла появиться команда НФЛ, но Абрахам Симпсон напал на комиссара лиги, приняв его за грабителя, пока тот пытался позвонить от Симпсонов по телефону — и город остался без профессиональной команды.
Но в 21 сезоне 12 серии спорт пошёл в гору, и команда по кёрлингу поехала в Ванкувер на олимпийские игры, где заняла первое место, несмотря на травму Мардж. В эту команду входили тренер Агнес Скиннер, капитан команды Сеймур Скиннер, Мардж и Гомер Симпсоны.

### Образование
В Спрингфилде довольно много образовательных учреждений, как государственных, так и частных: для дошкольников — Школа имени Айн Рэнд, две начальные школы: Начальная школа Спрингфилда и Начальная Школа Западного Спрингфилда, частная платная школа (существование которой Гомер всячески скрывал от Лизы), католическая школа для девочек под управлением франко-канадских монахинь (Школа Святого Себастьяна для испорченных девочек), средняя школа неподалёку от Таверны Мо и несколько высших учебных заведений, список которых можно найти на сайте The Simpsons Archive.

Спрингфилдская начальная школа

Спрингфилдская начальная школа — школа из мультсериала «Симпсоны», в которой учатся Барт Симпсон, Лиза Симпсон и другие спрингфилдские дети.
Ученики постоянно страдают от некомпетентности и безразличия администрации, преподавателей и сотрудников. Спрингфилдская школа — это сатирический комментарий к состоянию государственного финансирования школ и образования в Соединённых Штатах, классический пример и пародия на то, что некоторые школы готовы делать для преодоления проблемы недостаточного финансирования. Некоторые ученики (в частности, дети Брандины и Клетуса) преднамеренно исключены из регионального или федерального тестирования, ведь финансирование школы зависит от результатов ученических тестов.
Из эпизодов «Separate Vocations» и «Pokey Mom» мы знаем, что символом школы стала пума. В эпизоде «Lisa gets an A» (7 серия 10 сезона) мы узнаём, что Спрингфилдская школа в своё время получила номинацию «Самая ветхая школа в Миссури, поэтому её закрыли и перевезли в Спрингфилд по кирпичику». Было много раз сказано, что школа наполнена асбестом. Недостаточное финансирование школ приводит к различным происшествиям, опасным для учеников и сотрудников. Налицо и такие факты, как низкое качество оборудования и стройматериалов, из которых построена школа (дешевые цементные блоки), кафетерий, еда в котором готовится из умерших цирковых животных, тёртых газет, старых матов из спортзала. При этом учителя могут лакомиться картофелем фри (а в одном из неканонических хэллоуинских эпизодов учителя едят учеников). В 15 серии 21 сезона в целях экономии средств школа стала пристанищем для заключённых, которые находились вместе с учениками в одном классе.
В 19 серии 20 сезона Симпсоны решают дать детям лучшее образование и отправляют их в школу в Беверли-Хиллз которая как известно находится в Калифорнии и Мардж каждый день отвозила их туда из Спрингфилда.
Адрес школы — Плимптон Стрит, 19 — мы узнаём в эпизоде «Bart on the Road», когда директор Скиннер получает конверт на имя школы со своими авиабилетами в Гонконг.
В школе работает не слишком много учителей, постоянными из которых являются: Дьюи Ларго, учитель музыки, и учительницы начальных классов — мисс Элизабет Гувер и мисс Эдна Крабаппл. Они появляются в основном в эпизодах. Мисс Гувер является не самым приятным человеком, пародией на равнодушного к своей профессии человека. Директор школы — Сеймур Скиннер.

## Инфраструктура

### Правительство
В настоящее время пост мэра города занимает демократ Джо Куимби, коррумпированый и нечистоплотный политик, однажды использовавший средства из городской казны, чтобы уничтожить своих врагов, а потом нанявший на эти же деньги себе адвокатов. В эпизоде «Sideshow Bob Roberts» он был легко смещён со своего поста Сайдшоу Бобом, но позже вернулся на своё место, после того, как Боба уличили в подлоге голосов. В эпизоде «See Homer Run» состоялись перевыборы, но никто из новых кандидатов не набрал достаточно голосов чтобы сместить его.
В эпизоде «They Saved Lisa's Brain» мэр поспешно покинул город из-за истории с «пропавшими» средствами городской лотереи, члены городского отделения МЕНСЫ (Лиза Симпсон, Доктор Хибберт, Линдси Нейгл, Продавец Комиксов, и Профессор Фринк) захватили власть над городом. Они перевели все часы в городе на метрическое время, отменили зелёный сигнал светофора, и внесли город в список 300 лучших городов США, заняв там 299 строчку, обогнав Ист Сент-Луис, штат Иллинойс.
В Палате представителей Конгресса США Спрингфилд одно время был представлен конгрессменом Бобом Арнольдом, которого позже отозвали из-за коррумпированности. Однако, в эпизоде «Mr. Spritz Goes to Washington» говорится о том, что Хорэйс Уилкокс был конгрессменом от Спрингфилда с 1933 года. Возможно, это объясняется пересмотром границ округа. После смерти Уилкокса в Конгресс от Республиканцев баллотировался и был избран Клоун Красти. Согласно эпизоду «The Ziff Who Came To Dinner» он занимает этот пост до сих пор.

### Законы, уставы и инициативы
Азартные игры разрешены в Спрингфилде, наравне с однополыми браками, торговлей детьми и рыбалкой с помощью динамита. В эпизоде «Homer vs. The Eighteenth Amendment» выяснилось, что в городе вот уже 200 лет как объявлен сухой закон («Настоящим запрещается изготовление и распитие спиртных напитков в Спрингфилде под страхом катапультирования»), и он был тут же был введён в силу, но всё закончилось после того, как историки открыли, что закон был отменён через год после своего издания. Пинание консервной банки больше пяти раз также является тяжким преступлением, трактуемым как «незаконная транспортировка отходов».
В городе действует несколько необычных и забавных правил, таких как «шефу полиции полагается одна живая свинья каждый месяц и две добродетельные девушки» и «запрещается устраивать гонки белок у себя в штанах и ставить на это деньги».
Поправка 24, согласно которой следует депортировать из города всех нелегальных иммигрантов, прошла, набрав 95 процентов голосов в эпизоде «Much Apu About Nothing» (тем не менее, почти всем эмигрантам через экзамен удалось добиться статуса горожан, с единственным исключением в лице садовника Вилли). Мардж и её семья успешно пролоббировали Поправку 242 «Семья на первом месте», прошедшую в серии «Marge vs. Singles, Seniors, Childless Couples and Teens, and Gays». В эпизоде «Three Gays of the Condo» виден рекламный щит, установленный Пэтти и Сельмой, призывающий голосовать за поправку 104 «Гомер вон из города!». В «Lisa the Simpson», Лиза выступила в ток-шоу, чтобы обсудить поправку 305 о введении скидок на автобусные тарифы для вдов погибших на войне — предложение, против которого яростно выступил Гомер.
Многое указывает на то, что в Спрингфилде не действует VIII поправка к Конституции США, устанавливающая запрет жестоких и необычных наказаний. Например, среди установленных законами города наказаний есть катапультирование (и как минимум один раз оно было применено), а городской судья Констанция Харм очень любит придумывать для подсудимых необычные и жестокие кары, и адвокаты никогда не оспаривают её вердикт ссылкой на Восьмую поправку.
Жители города отличаются склонностью к суду Линча. Достаточно прозвучать призыву к линчеванию, как всё взрослое население Спрингфилда (а иногда даже дети), вооружившись вилами и факелами, отправляется на поиски жертвы (обычно в качестве последней оказывается кто-то из семьи Симпсонов).

### Транспорт
Автобусное сообщениеСпрингфилдская городская территория обслуживается Общественной Автобусной Службой. На маршрутах есть такие остановки, как «Крэктон», «Заправка Аэропорта» и «Зона 51А». Согласно эпизоду «Lost our Lisa» по понедельникам, средам и пятницам ходит маршрут 22, по вторникам и четвергам — 22а. Ещё есть маршрут 108, его можно увидеть в эпизоде «Future-Drama».
Международный АэропортИз Спрингфилдского Международного Аэропорта существует прямое сообщение с некоторыми крупными городами:
- Париж, Франция («The Crepes of Wrath»)
- Тирана, Албания («The Crepes of Wrath»)
- Нью-Йорк, США («A Star Is Burns»)
- Вашингтон, США
- Лондон, Великобритания («The Regina Monologues»)
- Токио, Япония («Thirty Minutes Over Tokyo»)
- Гавайи («Thirty Minutes Over Tokyo»)
- Ямайка («Thirty Minutes Over Tokyo»)
- Канберра, Австралия (название города не оглашается, но об этом можно догадаться по тому факту, что в нём есть Посольство США) («Bart Vs. Australia»)
- Бомбей, Индия («The Two Mrs. Nahasapeemapetilons»)
- Бангалор, Индия (название города не оглашается, но присутствует в названии эпизода) («Kiss Kiss, Bang Bangalore»)
- Пекин, Китай («Goo Goo Gai Pan»)
- Танзания («Simpsons Safari»)
- Портленд (Орегон) («We're on the Road to D'ohwhere»)
- Швейцария (точное место не называется; «Treehouse of Horror VII»)
- Рио-де-Жанейро, Бразилия («Blame It On Lisa»)
- Стокгольм, Швеция

АвтострадыНесколько крупных шоссе проходят через город, включая Шоссе Майкла Джексона (Ранее известное как Шоссе Далай-Ламы), недостроенное шоссе Бена Мэтлока, Шоссе 95, Шоссе 202, и сельское шоссе 9.
МетрополитенВ городе есть метрополитен, с остановкой на Третьей улице, которую можно увидеть в «Bart Sells His Soul». Само метро ни разу не показывается, но можно понять, что оно есть. Метрополитен можно увидеть во вступительном ролике 1 серии 21-го сезона.
В 14 эпизоде 21 сезона показано заброшенное метро. Когда Барт с Милхаусом катались на нём, весь город трясло как от землетрясения. Позже Барт хотел таким образом разрушить школу (что ему и удалось).
В городе есть надземное метро, которое можно увидеть в 1 серии 20-го сезона, станция находится неподалёку от итальянского ресторана. Также показаны метропоезд и эстакады, которые идут над улицей. По всей видимости, оно не очень популярно, так как убегающий Жирный Тони сидел в вагоне один, и на станциях также никого не было.
Вообще же существование метро в городе с населением около 30 тыс. человек (см. выше) весьма необычно. К тому же, в эпизоде «How I Spent My Strummer Vacation» Лиза (не склонная ко лжи) прямо говорит отцу, что «в Спрингфилде нет метро».
ТрамвайВ эпизоде «Three Gays of the Condo» можно увидеть трамвай, маршрут которого проходит через гей-деревню. Так же трамвай показывается в эпизоде «’Scuse Me While I Miss the Sky», когда Барт пытается скрыться на нём от мафиозии. Одна из конечных остоновок трамвая находится, согласно событиям серии, рядом с пиццерией Луиджи. В эпизоде «Marge's Son Poisoning» показано, что трамвайные пути проходят по дороге, идущей вдоль моря.
ТроллейбусВ 21 серии 8 сезона разорившийся Мистер Бёрнс говорит Лизе, что за 5 центов можно проехать на троллейбусе до Городского Стадиона. К сожалению он не работает уже несколько лет.
МонорельсСогласно эпизоду «Marge vs. the Monorail» в городе непродолжительное время существовала монорельсовая дорога, построенная на избыток бюджетных средств по плану одного мошенника. После тестового круга неисправности конструкции едва не привели к катастрофе для Гомера, работавшего машинистом, и для всего города. Испугавшись судьбы, постигшей Норт Хэвербрук и Огденвилль, два других города, где был введён в строй монорельс, больше эту систему не использовали.
ДругоеТакже в городе есть железная дорога, заброшенный акведук и эскалатор в никуда.

## Шелбивилль
Шелбивилль — вымышленный город, расположенный по соседству со Спрингфилдом. Шелбивилль и Спрингфилд описываются в сериале как города-близнецы, несмотря на непрекращающееся соперничество между ними. Спрингфилд и Шелбивилль связывает как минимум одна дорога. Население составляет порядка 200 тысяч человек.
Шелбивилль был основан Шелбивиллем Манхэттеном в 1796 году, и основной принцип, легший в основу мировоззрения горожан — это то, что мужчины могут жениться на своих двоюродных сёстрах. Этот факт послужил основанием для возникновения разногласия между Манхэттеном и основателем Спрингфилда Джебедаей Спрингфилдом. В результате этого разногласия два основателя разделились, и каждый со своей группой людей разошлись в разные стороны, основав разные города, с тех пор и возникло соперничество между Спрингфилдом и Шелбивиллем, не прекращающееся до сих пор. Эта вражда показана в эпизоде «Lemon of Troy», когда группа шелбивилльских подростков украла из Спрингфилда его знаменитое лимонное дерево. Соперничество между городами хорошо известно даже среди негорожан, так, например, в эпизоде «Marge vs. the Monorail» сладкоголосый продавец уговорил спрингфилдцев потратить огромную сумму денег на постройку не очень нужной им монорельсовой железной дороги, всего лишь предположив, что, наверное, эта идея лучше подходит для Шелбивилля.
В «The Seven-Beer Snitch» Симпсоны приехали в соседний город и посетили пьесу под названием «Песнь Шелбивилля». В пьесе спрингфилдцы изображались необразованной деревенщиной, и, когда Лиза запротестовала против такого портрета родного города, толпа уставилась на семейство и зашикала. После этого в Спрингфилде построили дорогущий концертный зал в попытке быть не хуже Шелбивилля.
В «Who Shot Mr. Burns?, part 2» разгневанная толпа спрингфилдцев завалила набок огромную солнцезагораживающую машину мистера Бёрнса, которая случайно упала на соседний город, произведя там значительные разрушения. Толпа на мгновение расстроилась, пока Клоун Красти не спросил, «А что за город мы сейчас разрушили?» и директор Скиннер ответил: «Шелбивилль». В ту же секунду лица людей осветились улыбками.
С 7 по 15 сезоны и с 19 по 21 сезоны в городе была совершена реконструкция (как восстановление Спрингфилда после показа полнометражного фильма).
Люди Шелбивилля определённо не сильно умнее или добрее Спрингфилдцев, как отмечено в одном из эпизодов, в Шелбивилле построили минимагазин, тогда в Спрингфилде построили минимагазин больше, в отместку шелбивильцы запустили в водопровод немного алкоголя, а Спрингфилды закончили поджогом шелбивилльской мэрии, в продолжение (по выражению Лизы Симпсон) «ещё одной главы в бессмысленном противостоянии между Спрингфилдом и Шелбивиллем». В другом случае показывается, что в Шелбивилле лучше налажена система социальной помощи — Эйб Симпсон говорит «Я собираюсь в лучшее место. Шелбивилльский госпиталь!»
В Шелбивилле есть: своя собственная тепловая электростанция, принадлежащая Аристотелю Амадопулосу; Шелбивилльская начальная школа; Шелбивилльский колледж (соревнующийся со Спрингфилдским колледжем в студенческих дебатах); магазин «На скорую граблю» (В переводе Ren-TV — «На скорую ногу»); бар «таверна Джо» (где подают пиво «Фадд», несмотря на запрет, из-за того, что многие жители ослепли после его употребления); а пожарные гидранты покрашены в жёлтый цвет. Как ни странно, большая часть из этого сильно напоминает Спрингфилд (к примеру, в начальной школе есть женская версия Садовника Вилли).
Также есть как минимум ещё один магазин, отель, городская свалка, штрафстоянка, скалы и водопад, а также McDonald’s, который Спрингфилдцы презирают, так как у них есть закусочная Красти Бургер.
Из спортивных команд в Шелбивилле есть Шелбивилльские Шелбивилльцы, бейсбольная команда низшей лиги, и Шелбивилльские Акулы — команда по американскому футболу. Раз в год проводится «товарищеская» встреча между Шелбивильскими Акулами и Спрингфилдскими Изотопами.
Как и Спрингфилд, Шелбивилль расположен в вымышленном штате (однажды неофициально названном продюсером шоу Дэвидом Силверманом «Северная Такома»).
Шелбивилль занял десятую строчку в хит-параде «10 лучших дистопий» журнала «Wired Magazine» в декабре 2005 года. Шелбивилль — единственное место в вымышленном мире Симпсонов, где есть ещё один человек по имени Милхаус. У Шелбивилля есть как минимум один пригород — Шелбивилльские Высоты. Луан Ван Хутен родилась в Шелбивилле. Шелбивилль выиграл у Спрингфилда право проведения олимпийских игр, после того, как Спрингфилд потерял все шансы после выходок Барта Симпсона перед проверяющими из МОК. Шелбивилль был уничтожен после взрыва атомной бомбы в эпизоде «24 Minutes», хотя точно об этом никто не говорил.